# Gammarus anatoliensis
Gammarus anatoliensis is een vlokreeftensoort uit de familie van de Gammaridae. De wetenschappelijke naam van de soort is voor het eerst geldig gepubliceerd in 1937 door Schellenberg.
De soort dankt zijn naam aan de streek van voorkomen; Anatolië min of meer het huidige Turkije. Het komt hier voor in grote en kleine (berg)beken, bronnen, ondergrondse stromen tot op een hoogte van 150  m. G. anatoliensis is bruinachtig tot grijs van kleur. De mannetjes kunnen 15 mm groot worden.